# Irisbus Axer
Irisbus Axer (Karosa C956) — междугородный автобус большой вместимости производства Karosa и Irisbus. Производился с 2001 по 2007 год, после чего был вытеснен с конвейера моделями Irisbus Arway и Irisbus Crossway.

## История
Производство автобуса Karosa C956 было запущено в 2001 году на заводе Karosa для замены модели Karosa C935. Внешне автобус напоминает Irisbus Ares, двигатели те же, что и у Karosa Récréo. Передние фары, расположенные на стеклянном пластиковом бампере, внешне напоминают автомобили BMW 1988 года. Сиденья были оборудованы ремнями безопасности. По заказу салон автобуса оборудован кофеваркой, телевизором с DVD-проигрывателем и холодильником. Перед снятием с производства эмблема Karosa была вытеснена эмблемой Irisbus. Производство Axer завершилось в начале 2007 года в пользу моделей Irisbus Arway и Irisbus Crossway, но он продолжает эксплуатироваться в некоторых странах.

## Обозначения
- C — туристический автобус (Coach)
- 9 — номер модели
- 5 — длина
- 6 — расстояние[2]

## Модельный ряд
- C 956.1074

- C 956.1075

- C 956.1076[3]

## Эксплуатация
Автобусы Irisbus Axer эксплуатируются в Италии, Люксембурге и Нидерландах.

## Галерея

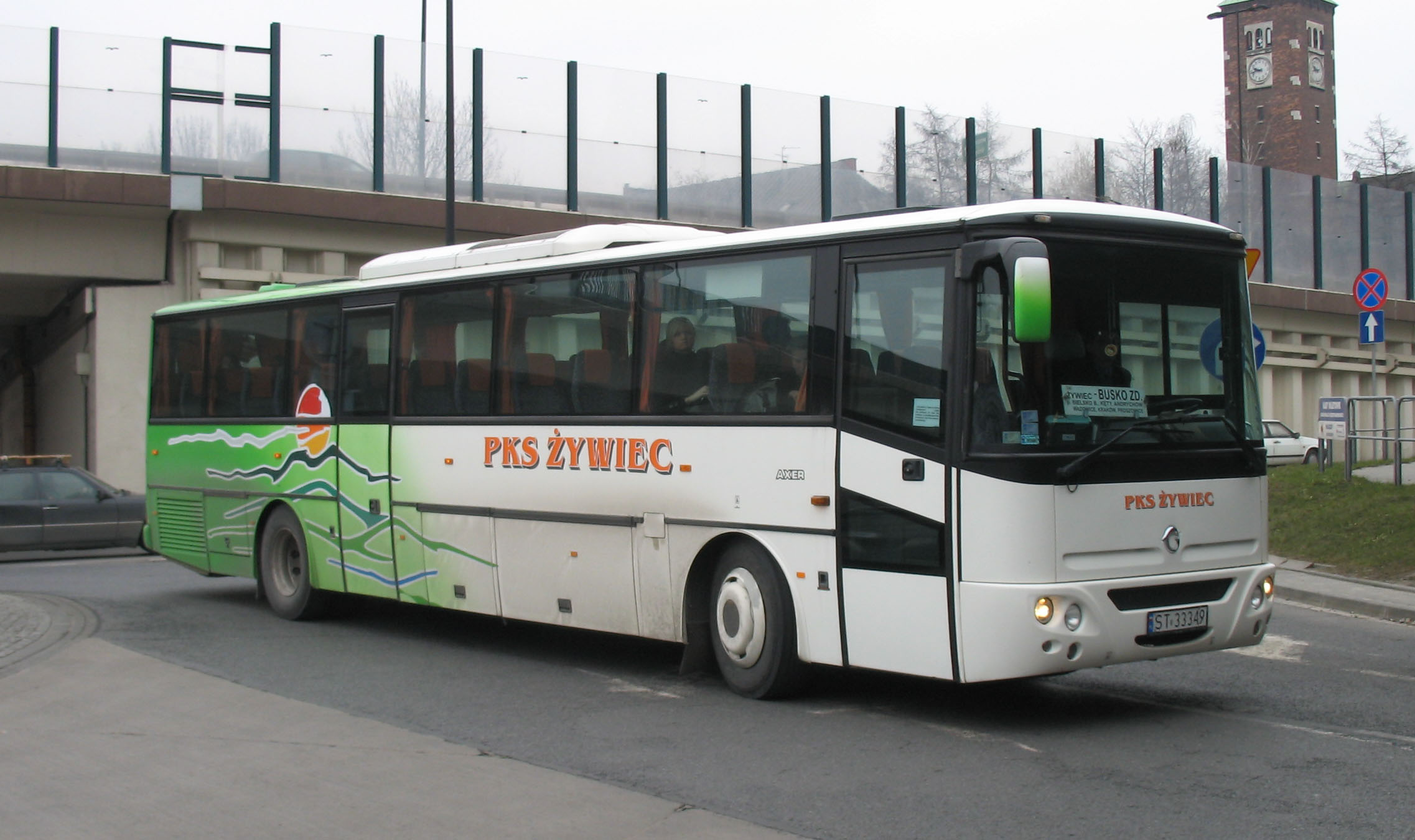
12-метровый Irisbus Axer в Кракове
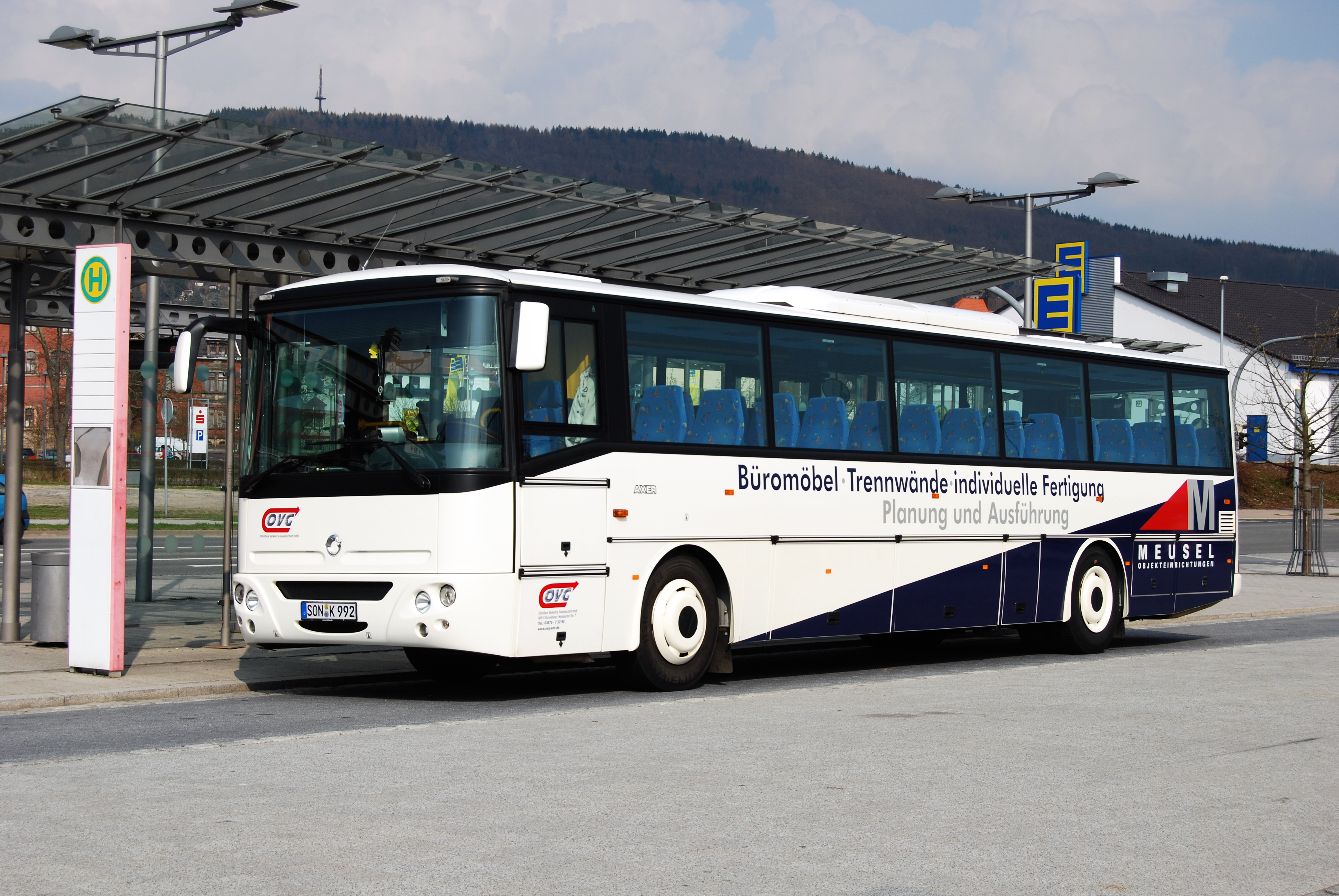
Irisbus Axer в Германии
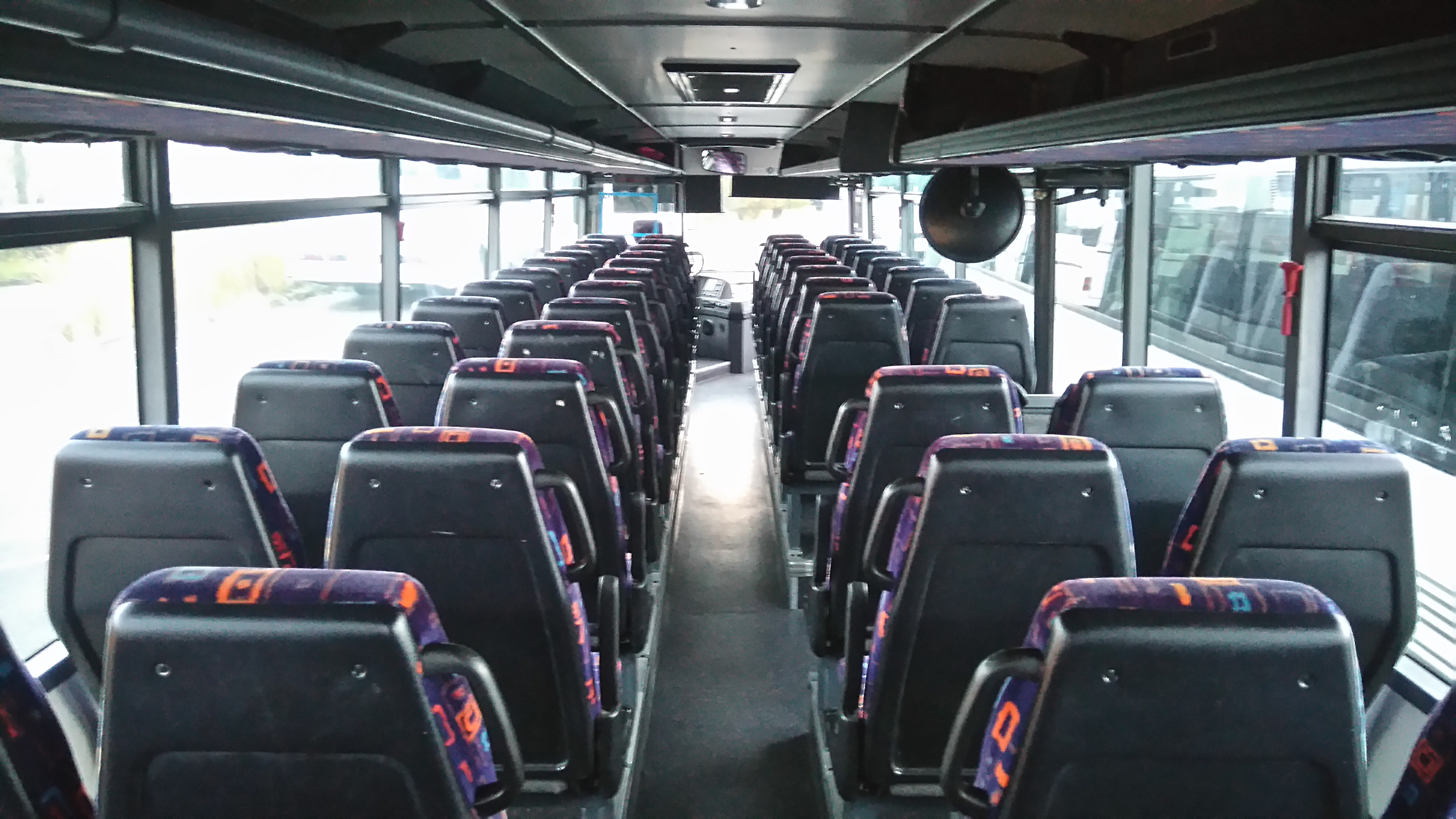
Салон автобуса Irisbus Axer для французского рынка
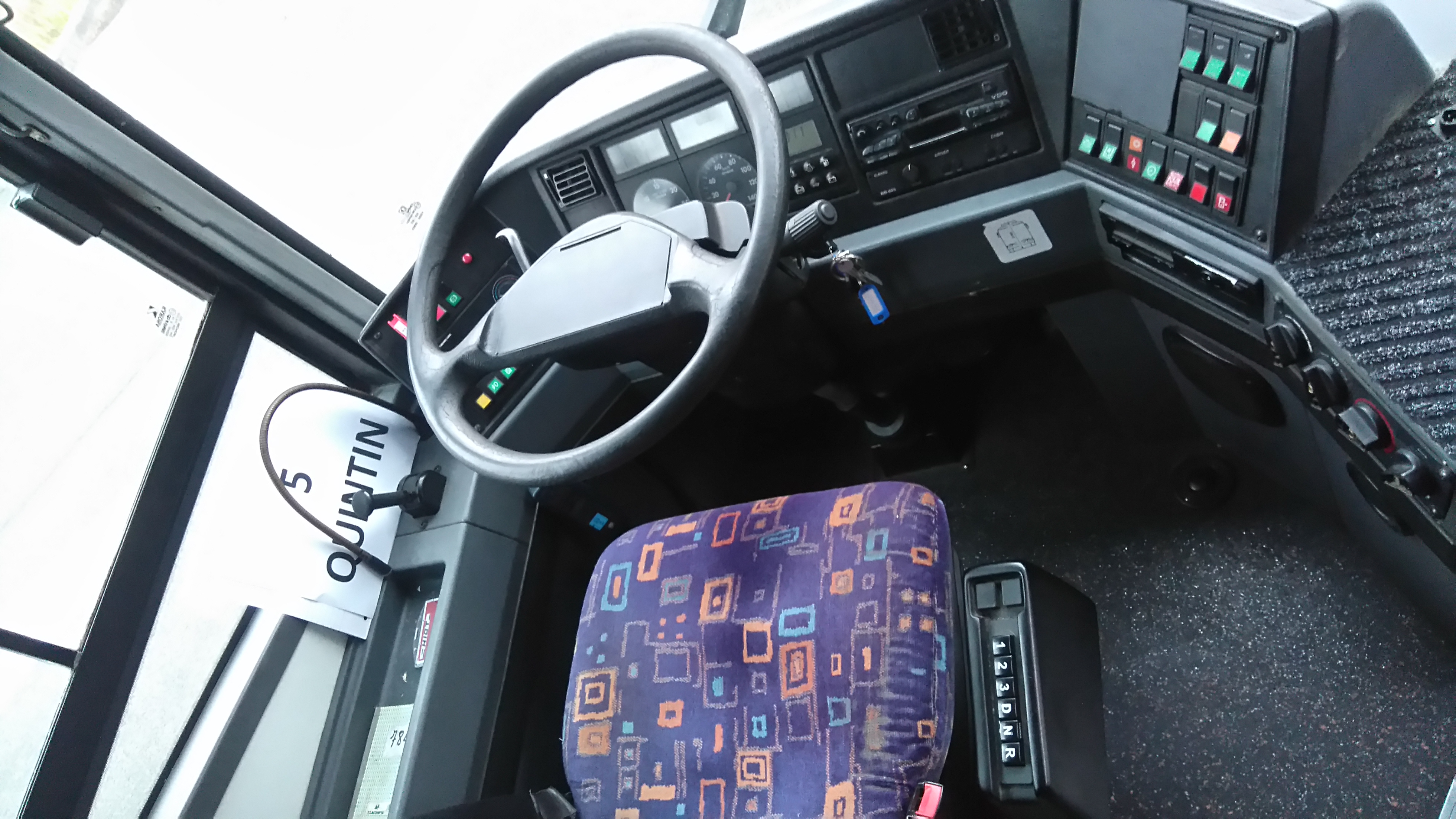
Место водителя